# Brusson (Aostadalen)
Brusson är en ort och kommun i Ayasdalen i regionen Aostadalen i Italien. Kommunen hade 887 invånare (2017) och har italienska och franska som officiella språk.  Brusson är en vintersportort, och här har bland annat deltävlingar vid världscupen i längdskidåkning avgjorts.

### Fotnoter
1. ↑  ”Geomorphological characteristics of municipalities”. 2017. Arkiverad från originalet den 16 maj 2019. https://web.archive.org/web/20190516211155/http://dati.istat.it//Index.aspx?QueryId=34711. Läst 7 juli 2019.
2. 1 2  ”Statistiche demografiche ISTAT”. demo.istat.it. Arkiverad från originalet den 16 juli 2018. https://web.archive.org/web/20180716065929/http://demo.istat.it/bilmens2017gen/index.html. Läst 7 juli 2019.
3. ↑  ”Kalender Brusson - Längdåkning” (på engelska). Eurosport. 12 december 2001. Arkiverad från originalet den 22 februari 2014. https://web.archive.org/web/20140222142732/http://www.eurosport.se/langdakning/brusson/2001-2002/calendar-result_gnd2_dsc175.shtml. Läst 8 februari 2014.